# Апостольский нунций в Малайзии
Апостольский нунций в Малайзии — дипломатический представитель Святого Престола в Малайзии. Данный дипломатический пост занимает церковно-дипломатический представитель Ватикана в ранге посла. Апостольская нунциатура в Малайзии была учреждена на постоянной основе 27 июля 2011 года.
В настоящее время Апостольским нунцием в Малайзии является архиепископ Войцех Залуский, назначенный Папой Франциском 29 сентября 2020 года.

## История
25 апреля 1969 года была учреждена Апостольская нунциатура в Таиланде, бреве «Instans Illa» папы римского Павла VI из апостольской делегатуры Таиланда, Лаоса, Малакки и Сингапура, а Апостольская делегатура приняла новое название Апостольская делегатура Лаоса, Малакки и Сингапура.
2 февраля 1998 года была учреждена Апостольская делегатура в Малайзии.
27 июля 2011 года Святой Престол и Малайзия решили установить дипломатические отношения с созданием апостольской нунциатуры. В тот же день была учреждена Апостольская нунциатура в Малайзии, буллой «Cum inter Apostolicam» Папы Бенедикта XVI. Резиденцией апостольского нунция в Малайзии является Куала-Лумпур — столица Малайзии. Апостольский нунций в Малайзии, по совместительству, исполняет функции апостольского нунция в Восточном Тиморе и апостольского делегата в Брунее.

## Апостольские нунции в Малайзии

### Апостольские делегаты
- Жан Жадо — (23 февраля 1968 — 15 мая 1971 — назначен апостольским делегатом в Экваториальной Гвинее и апостольским про-нунцием в Габоне и Камеруне);
- Джованни Моретти — (9 сентября 1971 — 13 марта 1978 — назначен апостольским про-нунцием в Судане и апостольским делегатом  на Аравийском полуострове);
- Сильвио Луони — (15 мая 1978 — 1980, в отставке);
- Ренато Раффаэле Мартино — (14 сентября 1980 — 3 декабря 1986 — назначен Постоянным наблюдателем Святого Престола при Организации Объединённых Наций);
- Альберто Трикарио — (28 февраля 1987 — 26 июля 1993 — назначен официалом Государственного секретариата Ватикана);
- Луиджи Брессан — (26 июля 1993 — 25 марта 1999 — назначен архиепископом Тренто);
- Адриано Бернардини — (24 июля 1999 — 26 апреля 2003 — назначен апостольским нунцием в Аргентине);
- Сальваторе Пеннаккьо — (20 сентября 2003 — 8 мая 2010 — назначен апостольским нунцием в Индии);
- Леопольдо Джирелли (13 января — 27 июля 2011 — назначен апостольским нунцием).

### Апостольские нунции
- Леопольдо Джирелли (27 июля 2011 — 16 января 2013, в отставке);
- Джозеф Сальвадор Марино — (16 января 2013 — 11 октября 2019 — назначен президентом Папской Церковной Академии);
- Войцех Залуский — (29 сентября 2020 — по настоящее время).